# Tohe Leten
Tohe Leten is een bestuurslaag in het regentschap Belu van de provincie Oost-Nusa Tenggara, Indonesië. Tohe Leten telt 752 inwoners (volkstelling 2010).